# Drosophila triaina
Drosophila triaina är en tvåvingeart som först beskrevs av Lu och Zhang 2004.  Drosophila triaina ingår i släktet Drosophila och familjen daggflugor.
Artens utbredningsområde är provinsen Jiangxi i Kina.